# 摩斯拉3 王者基多拉來襲
《魔斯拉3 王者基多拉來襲》（日文原名：モスラ3 キングギドラ来襲）是1998年12月12日上映的日本電影，平成魔斯拉系列電影的第三部作品，由東寶電影公司製作、發行，全片放映時間99分鐘。
參與前2部作品演出蘿拉的山口紗彌加由於工作檔期的問題退出，由建みさと替代演出，且因此本片劇情焦點集中在莫兒、貝魯貝拉兩角色身上。在片中摩斯拉以「彩虹魔斯拉」、「水中魔斯拉」、「光速模式魔斯拉」型態登場，另外也會出現「原始魔斯拉」、「原始魔斯拉幼蟲」及「鎧甲魔斯拉」。

## 登場怪獸
- 魔斯拉
- 王者基多拉
- 嘎魯嘎魯Ⅲ
- 菲亞利

## 演員
- 莫兒：小林惠
- 蘿拉：建みさと
- 貝魯貝拉：羽野晶紀
- 園田翔太：吉澤拓真
- 園田脩平：篠崎杏兵
- 園田珠子：鈴木彩野
- 園田雄介：大仁田厚
- 園田幸江：松田美由紀
- 新聞主播：並樹史朗
- 教務主任：上田耕一
- 旁白：山口紗彌加

## 製作人員

### 本編
- 監製：林芳信
- 企畫：富山省吾
- 劇本：末谷真澄
- 音樂：渡邊俊幸
- 攝影：關口芳則
- 剪輯：小川信夫
- 執行製作：橋本幸治
- 副導演：手塚昌明
- 製作人：北山裕章
- 導演：米田興弘

### 特殊技術
- 特技監修：川北紘一
- 特殊技術導演：鈴木健二
- 操演：小川誠
- 造型製作：若狹新一
- 特技助理導演：加藤晃
- 王者基多拉演員：喜多川務

1. ↑  1999年配給収入10億円以上番組   日本映画製作者連盟